# Victoria (Buenos Aires)
Victoria è una città dell'Argentina, nella provincia di Buenos Aires, situata nel dipartimento di San Fernando, che conta 39.447 abitanti. È uno dei principali centri dell'area nord della conurbazione della Grande Buenos Aires.

## Geografia fisica
Victoria è situata lungo la sponda destra del fiume Luján, che qui forma con il Paraná il grande estuario del Río de la Plata. La città è situata a 25 km a nord-ovest della capitale argentina Buenos Aires.

## Infrastrutture e trasporti

### Strade
La principale via d'accesso a Victoria è la strada nazionale A003, un raccordo che unisce la città alla rete autostradale dell'area metropolitana bonaerense.

### Ferrovie
Victoria è servita dalle stazioni ferroviarie di Victoria e Dr Albert Schweitzer poste lungo la linea suburbana Mitre che unisce Buenos Aires con le località della parte nord-occidentale dell'area metropolitana bonaerense. La città è servita anche dalle stazioni di Punta Chica e Marina Nueva del Treno della Costa.

### Porti
Victoria dispone di un porto turistico sul fiume Luján.

## Sport
A Victoria si trova lo stadio José Dellagiovanna, sede degli incontri interni del Club Atlético Tigre.